# Cholecalciferol
Cholecalciferol of (+)-vitamine D3 is een secosteroïde dat in de huid wordt gevormd onder invloed van ultraviolet licht met golflengte van 300 nm uit 7-dehydrocholesterol, een afgeleide vorm van cholesterol. Daarbij is er sprake van een fotochemische reactie. Cholecalciferol is in 1918 ontdekt. Cholecalciferol wordt ook industrieel geproduceerd voor gebruik in vitaminesupplementen van korstmossen, wat geschikt is voor veganisten.
De stof is opgenomen in de lijst van essentiële geneesmiddelen van de WHO.

## Werking
Cholecalciferol wordt in de lever gehydroxyleerd tot 25-hydroxyvitamine D3 (calcidiol) en ten slotte in de nieren gehydroxyleerd tot calcitriol (1α,25-dihydroxyvitamine D3), de actieve vorm van vitamine D.